# Tournoi de Birmingham
Le Tournoi de Birmingham était une compétition de judo organisée tous les ans à Vienne en Autriche par l'EJU (European Judo Union). Il faisait partie de la Coupe du monde de judo masculine ou féminine en fonction des années. Il cessa en 2010.

## Palmarès Hommes
| World Cup | World Cup        | World Cup           | World Cup        | World Cup     | World Cup         | World Cup             | World Cup       |
| Année     | -60 kg           | -66 kg              | -73 kg           | -81 kg        | -90 kg            | -100 kg               | +100 kg         |
| --------- | ---------------- | ------------------- | ---------------- | ------------- | ----------------- | --------------------- | --------------- |
| 2009      | Denis Lavrentyev | David Larose        | Guillaume Chaine | Euan Burton   | Hugo Pessanha     | Zafar Makhmadov       | Dmitry Sterkhov |
| 2007      | Craig Fallon     | Sébastien Berthelot | Jaromir Jezek    | Antonio Ciano | Sergei Aschwanden | Przemyslaw Matyjaszek | Martin Padar    |

## Palmarès Femmes
| World Cup | World Cup          | World Cup    | World Cup      | World Cup    | World Cup       | World Cup      | World Cup            |
| Année     | -48 kg             | -52 kg       | -57 kg         | -63 kg       | -70 kg          | -78 kg         | +78 kg               |
| --------- | ------------------ | ------------ | -------------- | ------------ | --------------- | -------------- | -------------------- |
| 2010      | Charline Van Snick | Marie Muller | Hedvig Karakas | Urska Zolnir | Kim Polling     | Kayla Harrison | Anne-Sophie Mondière |
| 2008      | Isabel Latulippe   | Marie Muller | Faith Pitman   | Colleen Kerr | Sally Conway    | Jana Stucke    | Sarah Adlington      |
| 2006      | Alina Dumitru      | Ang Zhu      | Ya Ling Yu     | Ronda Rousey | Elisa Schmidtke | Vera Moskalyuk | Tea Dongouzachvili   |